# Irina Ionesco
Irina Ionesco (3. září 1930, Paříž – 25. července 2022, tamtéž) byla francouzská fotografka rumunského původu narozená v Paříži. Několik let cestovala a malovala, než objevila fotografii a nakonec se stala známou díky svým erotickým fotografiím a nejkontroverznější bylo zneužití její dcery Evy jako modelky v předpubertálním věku.

## Životopis

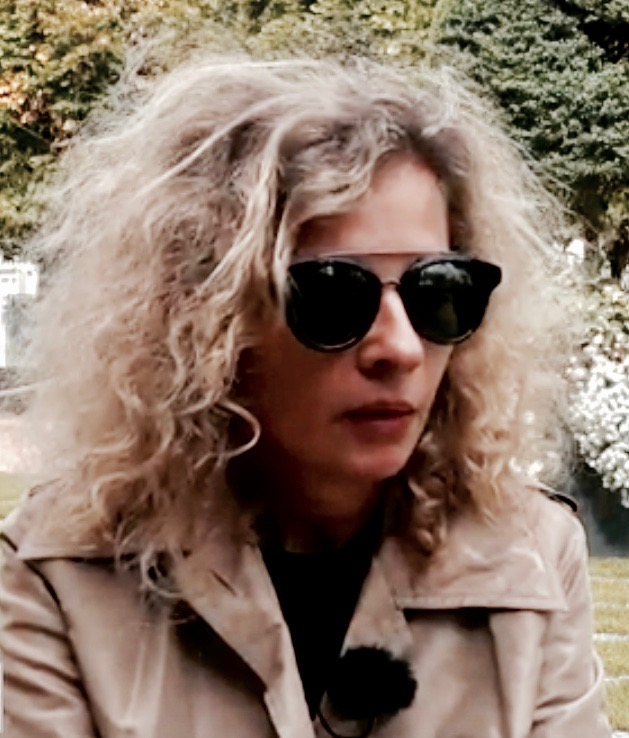
Eva Ionesco, dcera fotografky

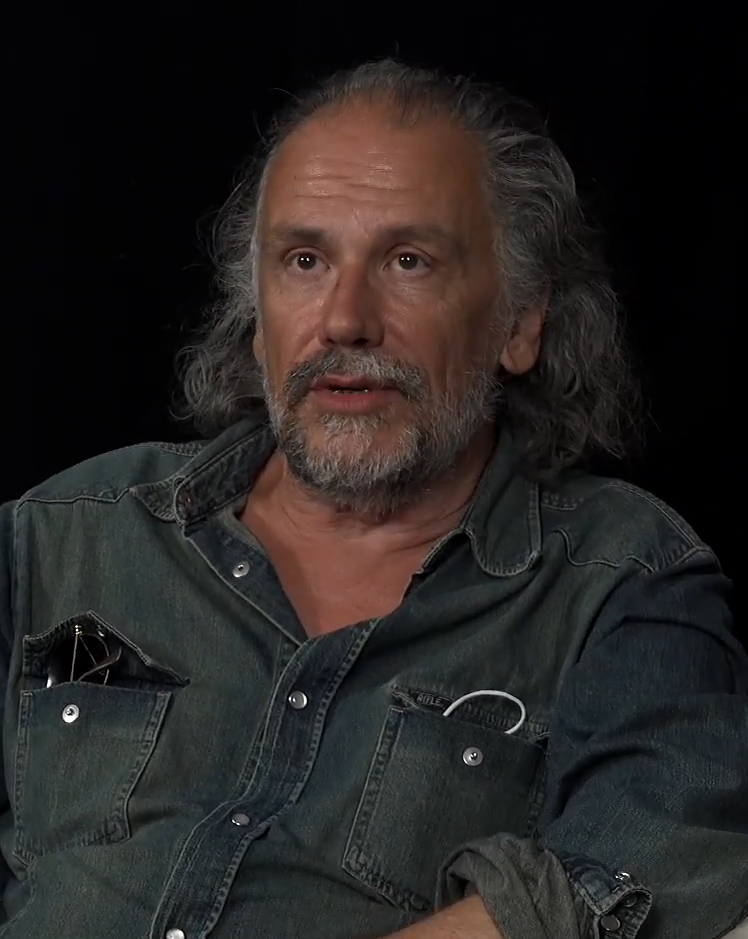
Zeť autorky a spisovatel Simon Liberati

Ionesco se narodila rumunským přistěhovalcům žijícím v Paříži. Její rodiče byli z Konstancie; její otec byl houslista a matka umělkyně na hrazdě. Podle autorčiny dcery se Ionesco narodila v důsledku incestu otce a dcery.
Od 4 do 15 let ji rodiče poslali do Rumunska, kde byla vychována její rodinou, kteří se živili jako cirkusoví umělci. Po sovětské okupaci Rumunska se vrátila do Paříže. Od 15 do 22 let vystupovala jako hadí žena.
V roce 1965 porodila své jediné dítě, Evu Ionesco, kterou později ve své práci výrazně vyzdvihla.

## Fotografická kariéra
V roce 1974 vystavovala některé ze svých prací v Nikon Gallery v Paříži a vzbudila velkou pozornost. Brzy byla její díla publikována v mnoha časopisech, knihách a vystavovala v galeriích po celém světě.
Irina Ionesco je nejznámější svými fotografiemi, na kterých je její malá dcera Eva. Ionesco začala fotografovat svou dceru v roce 1969, když jí byly čtyři roky. Až do roku 1974 snímky nevystavovala veřejně a nezískala pro své práce význam. Akty, které vytvořila s Evou, vyvolally okamžitě kontroverzní rekaci, protože Eva pózovala stejným způsobem jako mnohem starší modelky. Ionesco pozoruhodně nafotografovala Evu nahou pro obálku Der Spiegel, která byla později z časopisových záznamů vymazána. Také zařídila, že se snímky Evy objevily ve španělském vydání Penthouse. Ionesco také dovolila jiným fotografům včetně Jacqua Bourboulona, aby Evu fotografovali nahou.
Ionesco využívala svou dceru jako múzu, dokud Evě nebylo 12 let, kdy zasáhla sociální služba a Ionesco byla péče o svou dceru zbavena. Během následujících let mezi nimi došlo k rozpadu vztahu, přičemž Eva tvrdila, že její matka byla násilnická a bojovala o kontrolu nad fotografiemi, na kterých se objevila.
V roce 2012 Irinina dcera vyhrála rozsudek proti své matce, kde jí bylo nařízeno zaplatit Evě 10 000 eur jako náhradu škody a předat negativy erotických fotografií, které pořídila se svou nezletilou dcerou. V roce 2015 Ionesco zažalovala svého zetě, spisovatele Simona Liberatiho, za pasáže, které napsal v knize Eva, která obsahovala nelichotivé informace o Irině, včetně skutečnosti, že byla produktem krvesmilstva mezi jejím otcem, který byl rovněž matčiným otcem. Otec, a tedy její dědeček, a její matka, která by byla také její nevlastní sestrou. Žaloba byla nakonec neúspěšná.
Hlavní část díla fotografky představuje bohatě oblečené ženy, vyzdobené drahokamy, rukavicemi a dalšími skvosty, ale také se zdobí symbolickými kousky, jako jsou chokery a další fetišistické rekvizity, provokativně pózují a nabízejí se částečně svlečené jako subjekty sexuální posedlosti.
Ionesco vydala řadu knih se svými díly. V roce 2004 vydala monografii L'œil de la poupée.

## Společné výstavy
- 2008, 5. dubna – 1. června: CONTROVERSIES, společně s: Annelies Štrba, Abbas, Ladislav Bielik, Guy Bourdin, Robert Capa, Lewis Carroll, Henri Cartier-Bresson, Larry Clark, Luc Delahaye, Robert Doisneau, Horst Faas, Frank Fournier, Marc Garanger, Garry Gross, Lewis Hine, Rip Hopkins, Boris Lipnitzki, Irina Ionesco, Jevgenij Chalděj, Lehnert & Landrock, Michael Light, Man Ray, Robert Mapplethorpe, Steven Meisel, Nadar (Gaspard-Félix Tournachon), Sebastião Salgado, Andres Serrano, Jock Sturges, Oliviero Toscani, Nick Ut a další, Musée de l'Élysée, Lausanne